# 村上敬一
村上 敬一（むらかみ けいいち、1940年1月4日 - ）は、日本の法学者。裁判官。同志社大学法科大学院教授。

## 来歴
京都府立亀岡高等学校、京都大学法学部卒業。コロンビア大学ロースクール修士課程修了。
- 1966年4月 東京地方裁判所判事補
- 1969年4月 東京地方・東京家庭裁判所判事補
- 1969年6月 札幌地方・札幌家庭裁判所判事補
- 1972年4月 最高裁判所事務総局総務局付
- 1976年5月 名古屋地方裁判所判事
- 1980年4月 最高裁判所調査官
- 1983年4月 東京地方裁判所判事
- 1985年4月 東京高等裁判所判事
- 1986年4月 札幌地方裁判所部総括判事
- 1990年4月 東京地方裁判所部総括判事
- 1995年4月 東京高等裁判所判事
- 1997年5月 熊本地方裁判所所長
- 1998年3月 神戸地方裁判所所長
- 2000年7月 東京高等裁判所部総括判事
- 2005年1月 定年退官
- 2010年4月 瑞宝重光章受章

| スタブアイコン | サブスタブ | この項目は、まだ閲覧者の調べものの参照としては役立たない、人物に関連した書きかけの項目です。この項目を加筆・訂正などしてくださる協力者を求めています（P:人物伝/PJ:人物伝）。 |